# Velle-sur-Moselle
Velle-sur-Moselle ist eine französische Gemeinde mit 320 Einwohnern (Stand: 1. Januar 2022) im Département Meurthe-et-Moselle in der Region Grand Est (bis 2015 Lothringen). Sie gehört zum Arrondissement Lunéville und zum Gemeindeverband Meurthe Mortagne Moselle.

## Geografie
Die Gemeinde Velle-sur-Moselle liegt am rechten, östlichen Ufer der oberen Mosel, etwa 20 Kilometer südwestlich von Lunéville und etwa 20 Kilometer südlich von Nancy. Umgeben wird Velle-sur-Moselle von den Nachbargemeinden Ferrières im Norden, Haussonville im Osten und Süden, Crévéchamps im Südwesten sowie Tonnoy im Nordwesten.

## Bevölkerungsentwicklung
| Jahr      | 1962 | 1968 | 1975 | 1982 | 1990 | 1999 | 2006 | 2015 | 2022 |
| Einwohner | 123  | 139  | 148  | 236  | 210  | 269  | 266  | 291  | 320  |

Im Jahr 1946 wurde mit 114 Bewohnern die bisher höchste Einwohnerzahl ermittelt. Die Zahlen basieren auf den Daten von cassini.ehess und INSEE.

## Sehenswürdigkeiten

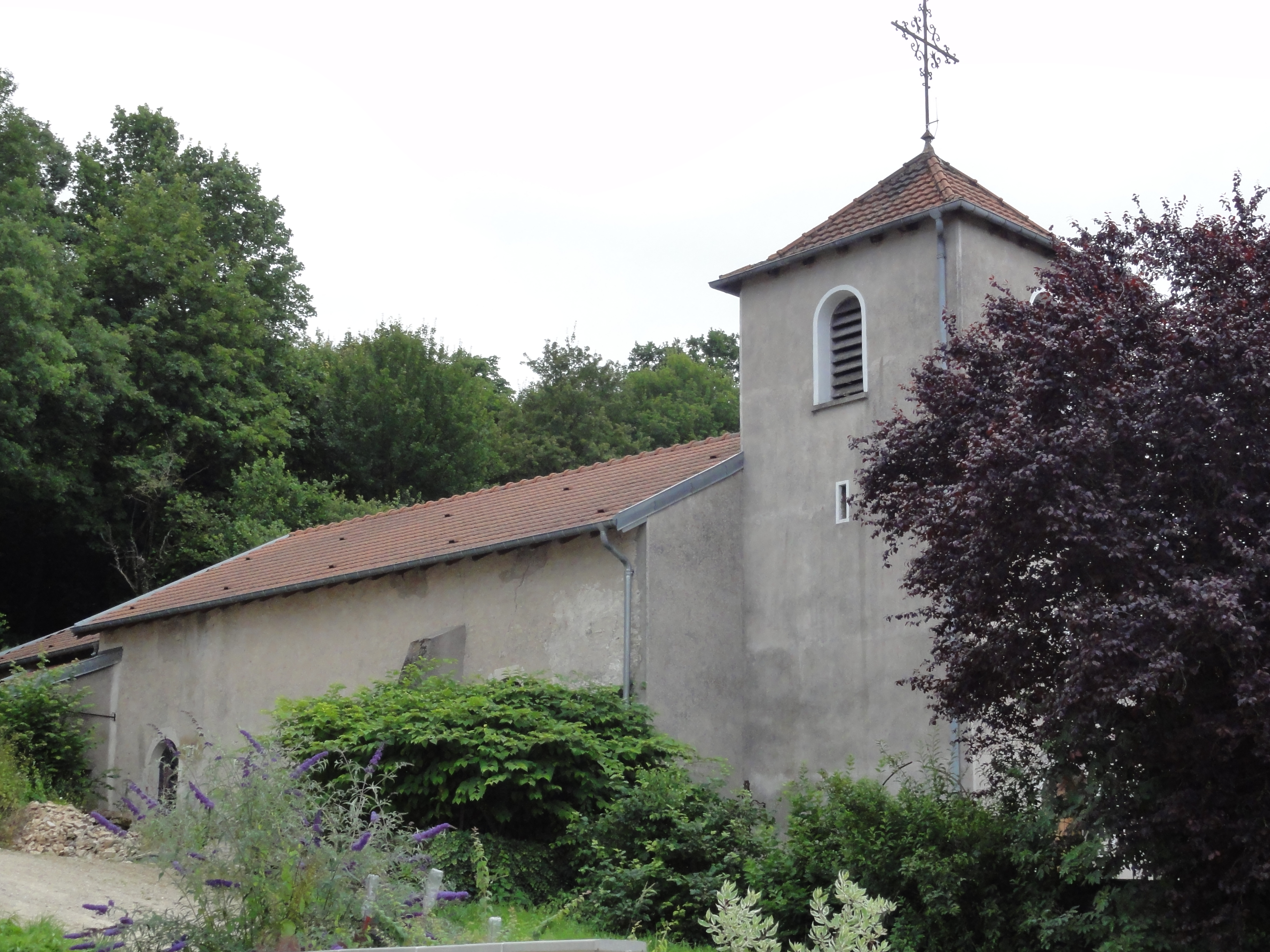
Kirche Sainte-Catherine
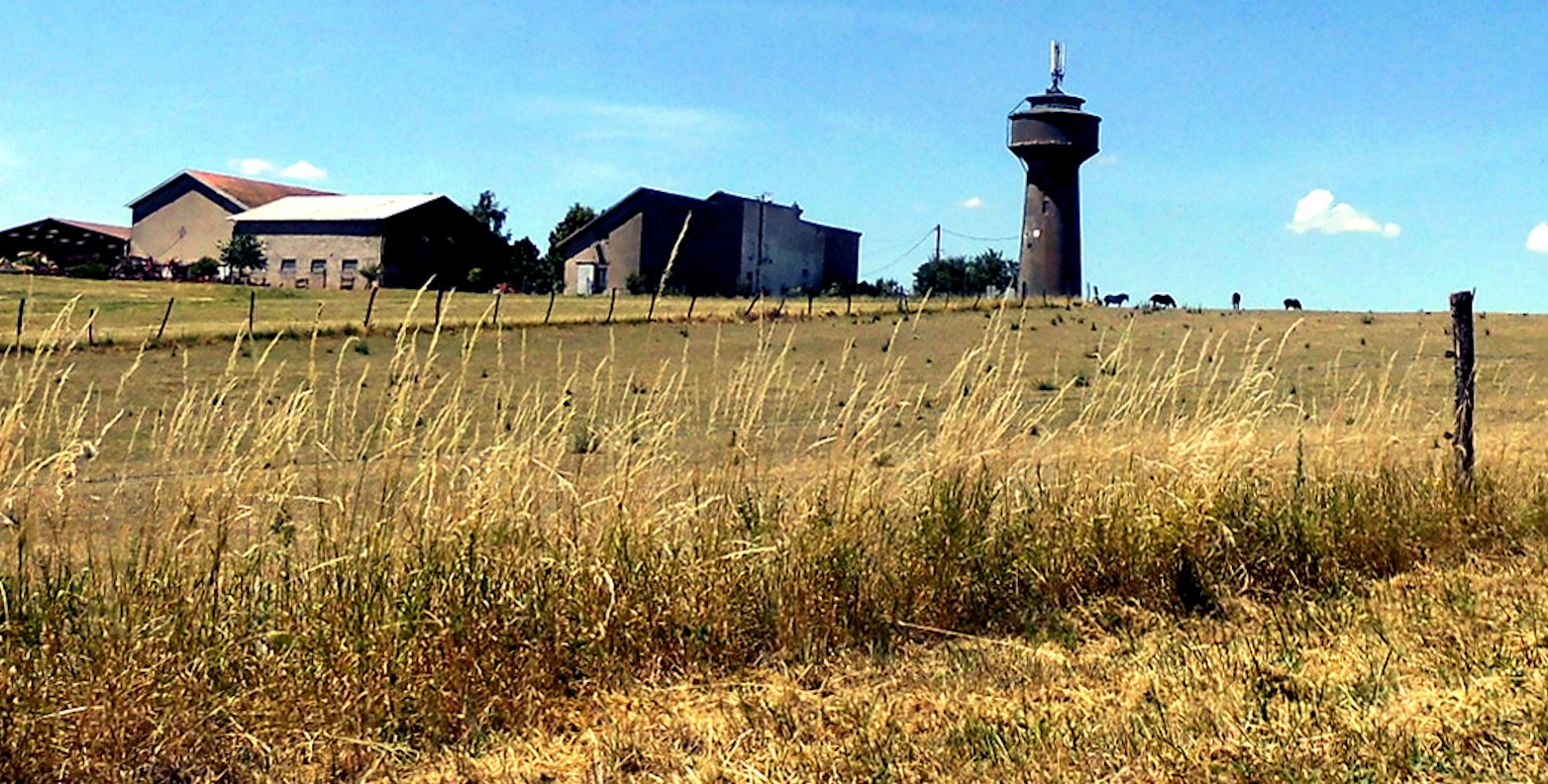
Wasserturm
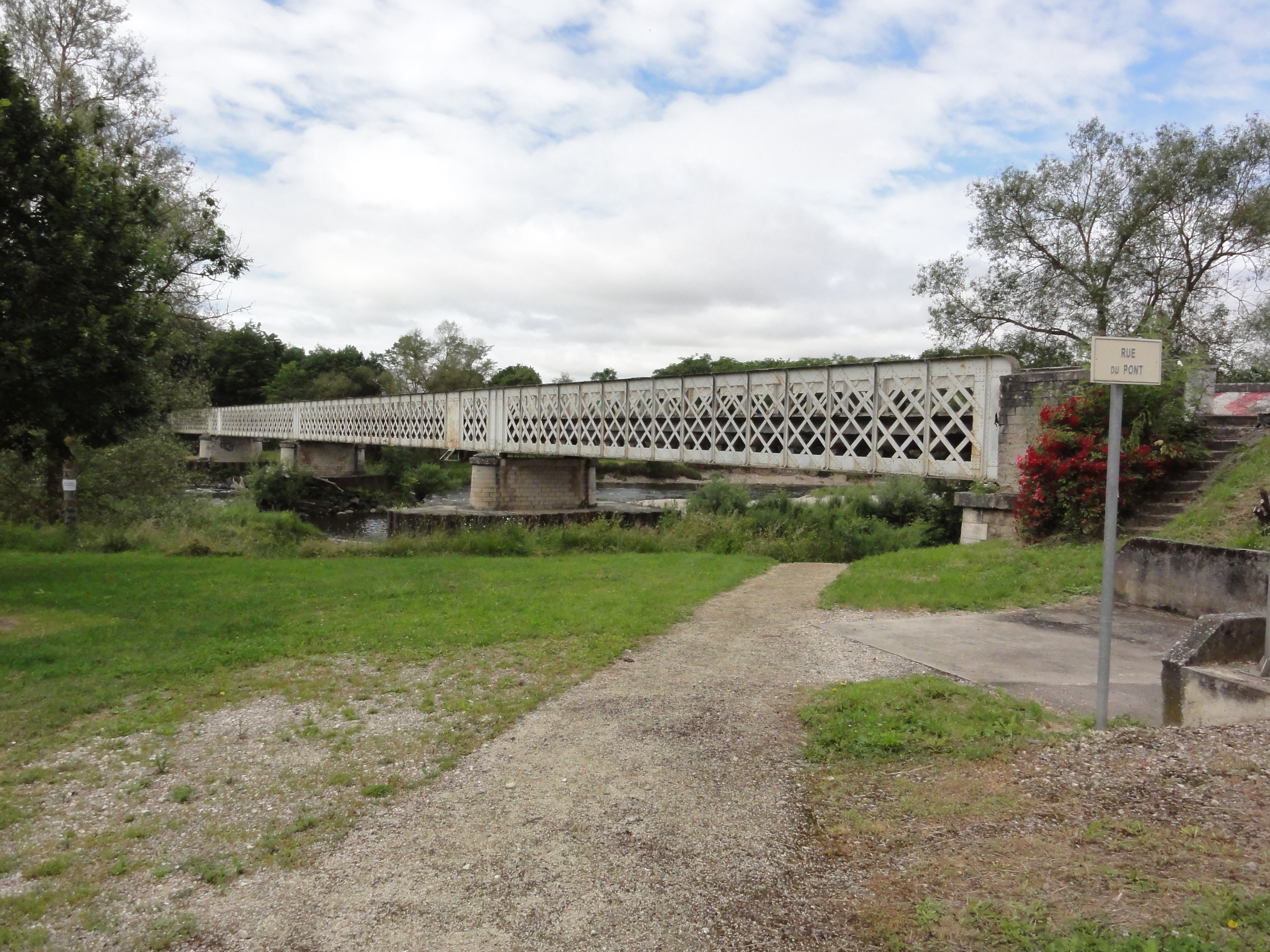
Moselbrücke

- Kirche Sainte-Catherine
- Wasserturm
- Moselbrücke

## Wirtschaft und Infrastruktur
In der Gemeinde Velle-sur-Moselle sind vier Landwirtschaftsbetriebe ansässig (Getreideanbau, Rinderzucht).
Velle-sur-Moselle liegt an der Hauptstraße D 116 von Crévéchamps nach Rosières-aux-Salines. In der zehn Kilometer entfernten Gemeinde Rosières-aux-Salines besteht ein Anschluss an die Autoroute A 33 von Nancy nach Saint-Nicolas-de-Port. Der zehn Kilometer westlich gelegene Bahnhof von Ceintrey liegt an der Bahnstrecke von Nancy über Mirecourt nach Merrey.

## Belege
1. ↑  Velle-sur-Moselle auf cassini.ehess
2. ↑  Velle-sur-Moselle auf INSEE
3. ↑  Landwirtschaftsbetriebe auf annuaire-mairie.fr (französisch)